# چوکو پوکرو
چوکو پوکرو (به اسپانیایی: Chhuqu P'ukru) یک کوه در پرو است که در منطقه خونین واقع شده‌است. چوکو پوکرو ۵٬۰۰۰ متر بالاتر از سطح دریا واقع شده‌است.